# Dunkelbirne
Die Dunkelbirne ist ein wissenschaftlicher Witz, der schon bei Carl Barks und Erika Fuchs als Erfindung des Daniel Düsentrieb auftaucht. Sie verbreitet Dunkelheit statt Licht und kann so zum Beispiel zur Herstellung einer Dunkelkammer oder für den Mittagsschlaf genutzt werden.
Schon 1910 hat Christian Morgenstern ein Gedicht über die von ihrem erfundenen Erfinder Korf geschaffene Tag-Nacht-Lampe verfasst,
die, sobald sie angedreht,

selbst den hellsten Tag

in Nacht verwandelt.